# Surju (gemeente)
Surju (Estisch: Surju vald) is een voormalige gemeente in de Estlandse provincie Pärnumaa. Met haar 950 inwoners (1 januari 2017) en een oppervlakte van 357,4 km² was ze de dunstbevolkte gemeente van Pärnumaa. In oktober 2017 werd Surju bij de gemeente Saarde gevoegd.
In de landgemeente lagen elf dorpen, waarvan het hoofddorp Surju het grootste was.